# PEOPLEnet Cup

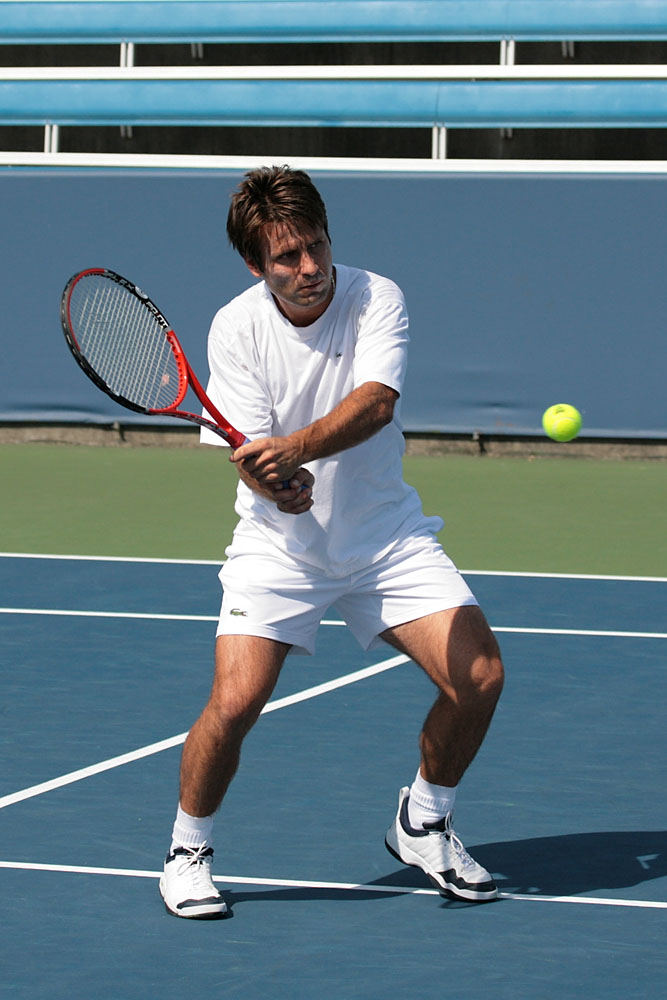
Фабрис Санторо — последний чемпион днепропетровского турнира в одиночном разряде.

PEOPLEnet Cup — профессиональный мужской теннисный турнир, проходивший до 2008 года в украинском городе Днепропетровск в середине ноября.
Матчи игрались в зале на хардовом покрытии в БТК «Мегарон». В турнире принимали участие такие игроки как: Марат Сафин, Николай Давыденко, Михаил Зверев, Фабрис Сонторо, Александр Долгополов, Гильермо Каньяс и другие.
Турнир принадлежал к категории ATP Challenger. Из-за этого соревнование звалось Dnepropetrovsk Challenger. Но официальное название было с 2003 по 2006 PrivatBank Cup, а с 2007 по 2008 PEOPLEnet Cup.

## Финалы прошлых лет

### Одиночный турнир
| Год  | Чемпион          | Финалист         | Счёт              |
| ---- | ---------------- | ---------------- | ----------------- |
| 2008 | Фабрис Санторо   | Виктор Ханеску   | 6-2 6-3           |
| 2007 | Миша Зверев      | Дмитрий Турсунов | 6-4 6-4           |
| 2006 | Дмитрий Турсунов | Беньямин Беккер  | 7-6(7) 6-4        |
| 2005 | Дик Норман       | Рамон Слёйтер    | 7-6(2) 6-7(2) 6-3 |
| 2004 | Андрей Павел     | Кароль Кучера    | Без игры          |
| 2003 | Ираклий Лабадзе  | Харел Леви       | 6-3 3-6 6-1       |

### Парный турнир
| Год  | Чемпионы                         | Финалисты                    | Счёт                 |
| ---- | -------------------------------- | ---------------------------- | -------------------- |
| 2008 | Гильермо Каньяс Дмитрий Турсунов | Лукаш Кубот Оливер Марах     | 6-3 7-6(5)           |
| 2007 | Кристофер Кас Ловро Зовко        | Рохан Бопанна Крис Хаггард   | 7-6(5) 6-2           |
| 2006 | Сергей Стаховский Орест Терещук  | Марко Кьюдинелли Ловро Зовко | 6-4 6-0              |
| 2005 | Лукаш Длоуги Давид Шкох          | Томаш Цибулец Ловро Зовко    | 7-5 6-4              |
| 2004 | Кароль Бек Ярослав Левински      | Андрей Павел Габриэль Трифу  | 6-7(4) 7-6(4) 7-6(2) |
| 2003 | Йонатан Эрлих Харел Леви         | Симон Аспелин Юхан Ландсберг | 6-4 6-3              |